# Johann Sebastian von Drey

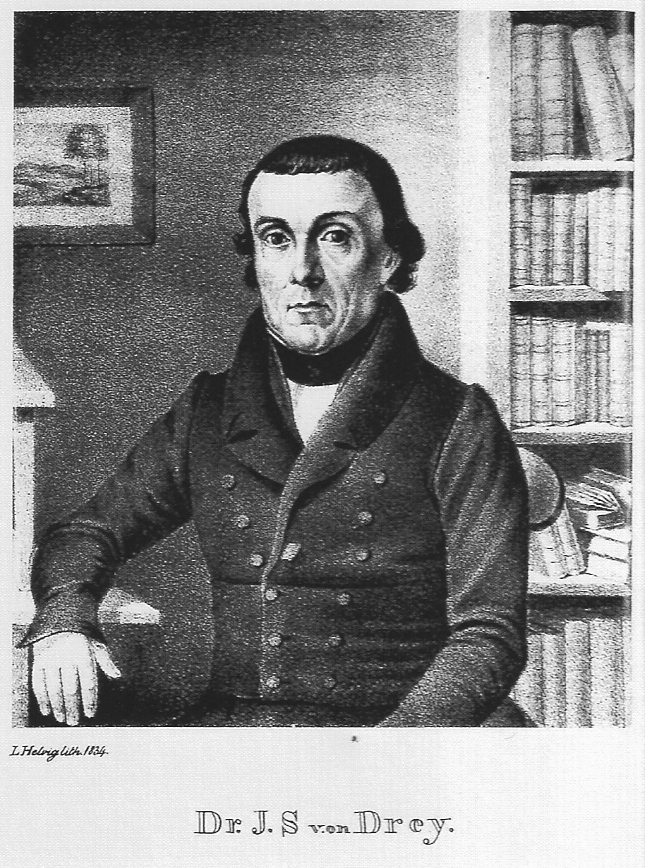
J.S. von Drey, litografi av Ludwig August Helvig 1834.

Johann Sebastian von Drey, född den 16 oktober 1777 i närheten av Ellwangen, död den 19 februari 1853 i Tübingen, var en tysk romersk-katolsk teolog. Han är känd som grundare av den katolska Tübingenskolan.